# Gabbiella humerosa
Gabbiella humerosa es una especie de molusco gasterópodo de la familia Bithyniidae en el orden de los Mesogastropoda.

## Distribución geográfica
Se encuentra en Kenia Tanzania y Uganda.

## Hábitat
Su hábitat natural son: lagos de agua dulce.